# Dorymyrmex brunneus

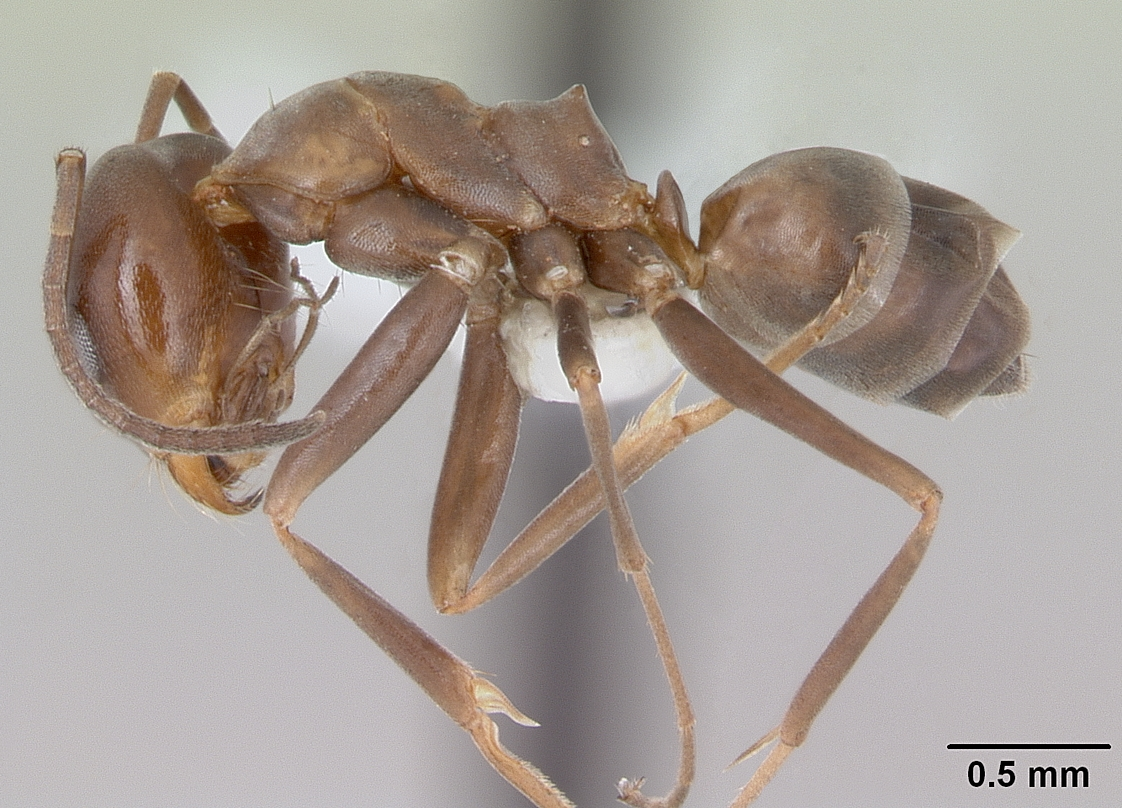

Dorymyrmex brunneus (лат.) — вид мелких муравьёв рода Dorymyrmex из подсемейства долиходерины (Dolichoderinae, Leptomyrmecini). Эндемик Нового Света: Аргентина, Боливия, Бразилия, Колумбия, Парагвай, Суринам.

## Описание
Длина рабочих муравьёв составляет около 3 мм. Основная окраска головы и грудки тёмно-коричневая. Длина головы рабочих (HL) 0,70—1,04 мм; ширина головы (HW) — 0,64—0,92 мм. Длина скапуса усика (SL): 0,80-1,14 мм. Сходен с видом Dorymyrmex biconis.
Усики самок и рабочих 12-члениковые (у самцов антенны состоят из 13 сегментов). Нижнечелюстные щупики 6-члениковые, нижнегубные щупики состоят из 4 сегментов. Третий максиллярный членик вытянутый и равен по длине вместе взятым 4+5+6-м сегментам. Жвалы рабочих с 6-9 зубцами; с крупным апикальным зубцом (он значительно длиннее субапикального). Голени средних и задних ног с одной апикальной шпорой. Заднегрудка с проподеальным зубцом, направленным вверх. Стебелёк между грудкой и брюшком состоит из одного сегмента (петиоль). Развит псаммофор. Жало отсутствует. Крылья самцов и самок с закрытой радиальной ячейкой. Гнёзда почвенные с небольшим конусовидным холмиком у входа. Охотятся на мелких насекомых и собирают падь тлей. Вид был впервые описан в 1912 году под первоначальным названием Dorymyrmex pyramicus var. brunnea Forel, 1908 . В 1952 году русско-аргентинским мирмекологом Н. Н. Кузнецовым (Kusnezov, 1952) был включён в состав рода Conomyrma. Видовой статус был подтверждён в ходе ревизии в 2011 году американскими мирмекологами Фабианой Куэццо (Fabiana Cuezzo; Аргентина) и Роберто Гуэрреро (Roberto J. Guerrero; Колумбия)
.